# Толоконцевское сельское поселение
Толоконцевское се́льское поселе́ние — муниципальное образование в Крутинском районе Омской области Российской Федерации.
Административный центр — село Толоконцево.

## История
Статус и границы сельского поселения установлены Законом Омской области от 30 июля 2004 года № 548-ОЗ «О границах и статусе муниципальных образований Омской области».

## Население
| 2010 | 2011 | 2012 | 2013 | 2014 | 2015 | 2016 |
| ---- | ---- | ---- | ---- | ---- | ---- | ---- |
| 412  | ↘411 | →411 | ↗413 | ↘385 | ↘380 | ↘361 |
| 2017 | 2018 | 2019 | 2020 | 2021 | 2023 |      |
| ↘356 | ↘340 | ↘332 | ↘321 | ↘163 | ↘142 |      |

## Состав сельского поселения
| № | Населённый пункт | Тип населённого пункта       | Население |
| - | ---------------- | ---------------------------- | --------- |
| 1 | Моторово         | деревня                      | 1         |
| 2 | Никольск         | деревня                      | 102       |
| 3 | Толоконцево      | село, административный центр | 268       |
| 4 | Троицк           | деревня                      | 41        |